# Hannu Salama
Hannu Sulo Salama, född 4 oktober 1936 i Kouvola, är en finländsk författare. Han är ett av de största namnen i modern finsk prosa, tidvis ytterst kontroversiell genom sin samhällskritik.

## Biografi
Salama arbetade som elmontör innan han sadlade om till yrkesförfattare 1961. Efter romanen Midsommardansen (Juhannustanssit) 1964 blev han åtalad och fälld för blasfemi. Han fick tre månaders villkorligt fängelse men blev benådad av president Urho Kekkonen. Romanen gavs ut i censurerad form i Finland till 1990.

## Skrivande
Salama fortsatte i en realistisk stil, med arbetarstadsdelen Pispala i Tammefors som miljö för de självbiografiska romanerna Minä, Olli ja Orvokki (1967, svensk översättning Jag, Olli och Orvokki, 1970) och Siinä näkijä missä tekijä (1972, svensk översättning Kommer upp i tö, 1974). Så följde den monumentala Finlandsserien i fem volymer (1976–84), där kampen mellan de olika fraktionerna inom kommunistpartiet står i centrum. Om revolutionären Otto Ville Kuusinen handlar romanen Ottopoika (1991), medan självbiografiska inslag bygger upp den tredelade romansviten Elämän opetuslapsia (1997–2002). Salama är den borne epikern, som ger sina gestalter gott om svängrum, ibland på gränsen till det alltför mångordiga. Till hans tidiga författarskap hör även en rad diktsamlingar, utgivna i samlingsvolymen Runot (1975).